# Tracey Thorn
Tracey Anne Thorn (Brookmans Park, 26 settembre 1962) è una cantautrice inglese, conosciuta per la sua appartenenza al duo Everything but the Girl e la collaborazione con altri artisti tra cui spiccano i Massive Attack con cui ha collaborato in Protection cantando Protection e Better Things.

## Biografia
La sua carriera musicale inizia nelle Marine Girls, gruppo da lei fondato agli inizi degli anni '80, esordendo successivamente come solista e pubblicando a intervalli irregolari, nell’arco di 30 anni, quattro album. Le sue canzoni sono caratterizzate da uno stile intimista e da un impianto musicale di matrice folk, che si può ricollegare ad autori come Nick Drake.

## Vita privata
Nel 2009 ha sposato Ben Watt, suo compagno artistico negli Everything But The Girl.

## Discografia solista
- A Distant Shore – 1982
- Out of the Woods – 2007
- Love and Its Opposite – 2010
- Tinsel and Lights – 2012
- SOLO : Songs and Collaborations 1982 - 2015 – 2015
- Record – 2018